# Stazione di Shioya (Hokkaido)
La stazione di Shioya (塩谷駅?, Shioya-eki) è una stazione ferroviaria situata nella città di Otaru, in Hokkaidō, Giappone, lungo la linea principale Hakodate della JR Hokkaido.

## Origine del nome
Il nome "Shioya" deriverebbe dall'espressione Ainu Shū-ya, che significa "pietra a forma di pentola".

## Strutture e impianti
La stazione, situata fuori dal centro abitato di Otaru, è dotata di due marciapiedi laterali con due binari passanti in superficie. Le banchine sono collegate da una passerella sopraelevata al fabbricato viaggiatori, non presenziato, dotato di una piccola sala d'attesa.

## Movimento
Presso questa stazione fermano solamente i treni locali, oltre al servizio rapido Niseko Liner, con una frequenza media di un treno all'ora. Nella fascia oraria delle 7 del mattino, circolano due treni in direzione Otaru/Sapporo.

## Servizi
Il fabbricato viaggiatori è dotato di una piccola sala d'attesa.
- Sala d'attesa

## Interscambi
- Fermata autobus (fermata di Shioya-ekimae)